# 中村屋 (歌舞伎)
中村屋（なかむらや）は、歌舞伎役者の屋号。

## 解説
猿若勘三郎が寛永元年 (1624) に開場した江戸三座のなかで最も古い中村座の座号がその名の由来。猿若勘三郎は後に座号をとって中村勘三郎と改名、これが代々中村座の座元（一座を主宰し芝居小屋を経営する者）の名跡として受け継がれた。
後代には座元が役者に転じたり、逆に役者が座元を兼ねたりするようになり、劇場経営権が座から分離された明治以後は「中村勘三郎」は単に歌舞伎役者の名跡のひとつとなった。屋号は初代以降が柏屋（かしわや）。十四・十五・十六代目の勘三郎は実際に襲名した者がない「預かり名跡」だが、便宜上これを預十四代目に充てられた三代目中村仲蔵の屋号をとって舞鶴屋（まいづるや）と呼んでいる。
昭和25年 (1950)、四代目中村もしほがそれまで長く絶えていた「中村勘三郎」の名跡を十七代目として襲名するにあたり、代々相伝する名跡と座号にちなんで屋号を新たに中村屋とした。
中村屋の代表的な名跡には以下のものがある。なお参考までに定紋も併せて記した。

### 宗家
| 屋号              | 名跡                               | 定紋                       | 定紋 | 備考                                |
| ----------------- | ---------------------------------- | -------------------------- | ---- | ----------------------------------- |
| なかむらや 中村屋 | なかむら かんざぶろう 中村勘三郎   | すみきり いちょう 角切銀杏 |      | 十七代目以降。 十三代目以前は柏屋。 |
| なかむらや 中村屋 | なかむら かんくろう 中村勘九郎     | すみきり いちょう 角切銀杏 |      | 五代目以降。 以前は柏屋。           |
| なかむらや 中村屋 | なかむら かんたろう 中村勘太郎     | すみきり いちょう 角切銀杏 |      | 二代目以降。 以前は柏屋。           |
| なかむらや 中村屋 | なかむら しちのすけ 中村七之助     | すみきり いちょう 角切銀杏 |      | 二代目以降。                        |
| なかむらや 中村屋 | なかむら ちょうざぶろう 中村長三郎 | すみきり いちょう 角切銀杏 |      | 二代目以降。 以前は柏屋。           |

### 門弟筋
| 屋号              | 名跡                               | 定紋                       | 定紋 |
| ----------------- | ---------------------------------- | -------------------------- | ---- |
| なかむらや 中村屋 | なかむら つるまつ 中村鶴松         | すみきり いちょう 角切銀杏 |      |
| なかむらや 中村屋 | なかむら こさんざ 中村小山三       | すみきり いちょう 角切銀杏 |      |
| なかむらや 中村屋 | なかむら こさぶろう 中村小三郎     | （不明）                   |      |
| なかむらや 中村屋 | なかむら いちょう 中村いてう       | （不明）                   |      |
| なかむらや 中村屋 | なかむら さんざえもん 中村山左衛門 | （不明）                   |      |
| なかむらや 中村屋 | なかむら かんのじょう 中村勘之丞   | （不明）                   |      |
| なかむらや 中村屋 | なかむら なかすけ 中村仲助         | （不明）                   |      |